# Ricardo Rojas (football)
Ricardo Ismael Rojas (né le 26 janvier 1971 à Posadas au Paraguay) est un joueur de football international paraguayen, qui évoluait au poste de défenseur.

## Biographie

### Carrière en club
Rojas joue 7 matchs en Coupe de l'UEFA avec le club portugais du Benfica Lisbonne.
Il atteint les demi-finales de la Copa Libertadores en 2004 avec le club de River Plate.

### Carrière en sélection
Avec l'équipe du Paraguay, il joue 9 matchs (pour aucun but inscrit) entre 1997 et 1998. 
Il figure dans le groupe des sélectionnés lors de la Coupe du monde de 1998 (sans jouer de matchs lors de cette compétition).
Il participe également à la Copa América de 1997, où son équipe atteint les quarts de finale.

## Palmarès
- Champion d'Argentine en 2002 (Clausura), 2003 (Clausura) et 2004 (Clausura) avec le CA River Plate
- Finaliste de la Copa Sudamericana en 2003 avec le CA River Plate